# Маріана Димитрова
Маріана Димитрова (болг. Мариана Димитрова), (28 травня 1954 — 1 червня 2005) — болгарська акторка та письменниця.

## Біографія
Маріана народилася 28 травня 1954 року у селі Козаревець Великотирновської області у Болгарії. У 22 роки закінчила Національну Академію театру та кіно у Софії, де вивчала акторську майстерність у класі професора Желчо Мандаджієва. Професійну діяльність почала на сцені міста Русе, куди переїхала із родиною 1978 року.

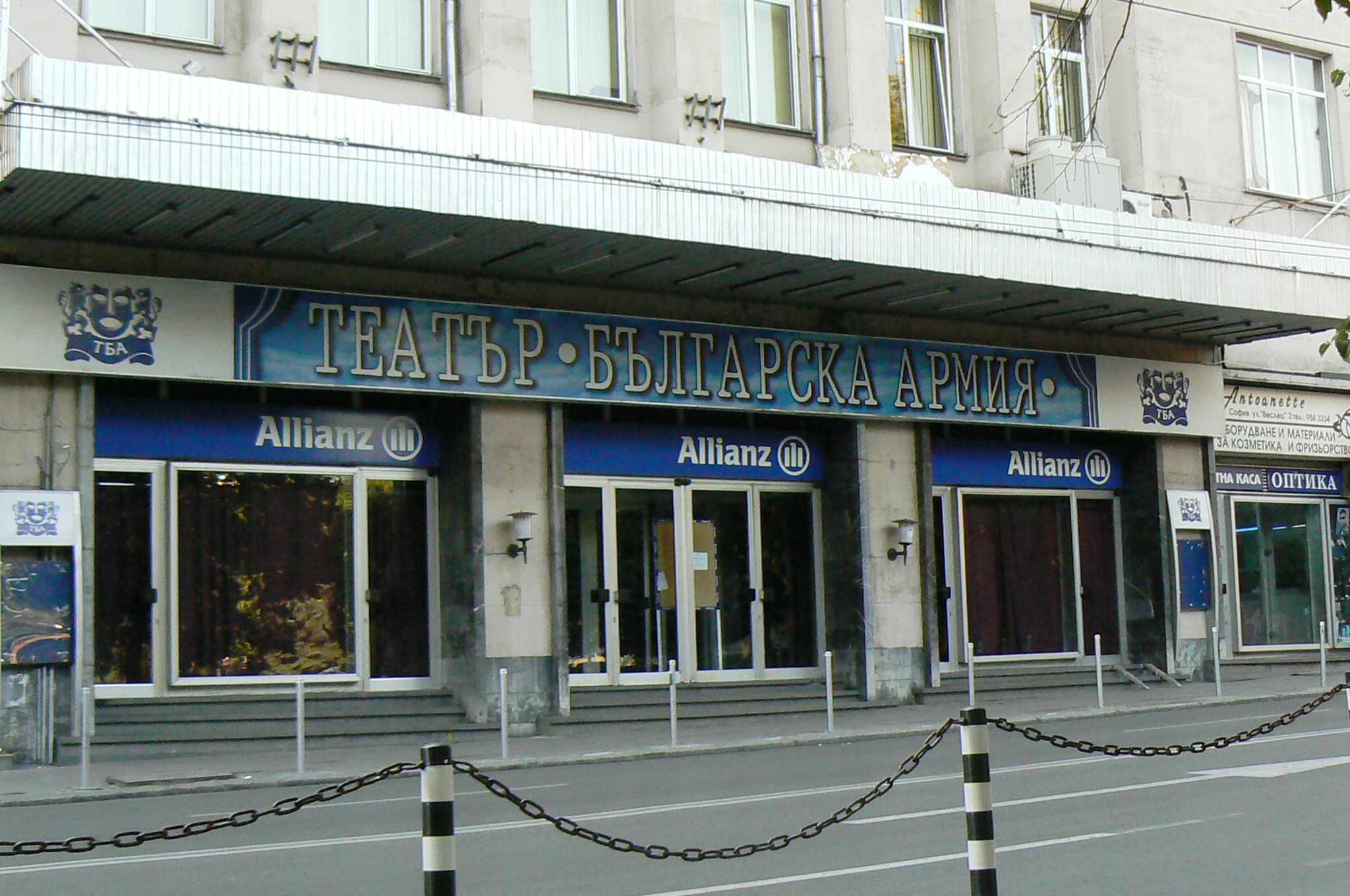
Театр Болгарської армії

 Згодом перейшла до Театру Болгарської армії. Грала у п'єсах Шекспіра (Джульєтта в «Ромео та Джульєтті», Марія в «Дванадцятій ночі»), Чехова (Соня в «Дяді Вані») та багатьох інших.
Ще до цього вона почала зніматися в кіно. 1975 року на екрани вийшло відразу чотири стрічки за участю Маріани. Це були драми «Присутність», «Засуджені душі», «Сильні води», «Солодкий та гіркий». Наступного ж року Іван Андонов довірив їй головну роль у своїй комедії «Ельфійський хоровод».
1977-го Маріана Димитрова зіграла головну роль у спільному угорсько-болгарському кінопроєкті — драматичній картині «Молодецькі часи». Її партнером на знімальному майданчику став Григор Вачков. 1978-го акторка знялася у стрічці «Будьте благословенні» за романом Кирила Топалова.
У 80-х її можна було побачити у ролях Пауліни в фільмі «Майже історія про кохання», Міми у «Пані обирають», Тінки в «Елегії», Снєжки в «Зелених полях», Ани в «Моя люба, мій любий».
1995-го акторка знялася у болгаро-американській стрічці «Хижий птах». Її також було запрошено на головну роль у постановці Old Globe Theatre в Сан-Дієго. Також Маріана стала членом профспілки американських акторів.
В останні роки викладала акторську майстерність в Сан-Дієго. Видала дві книжки: «Американський синдром» та «Цікаві мандрівники».
1 червня 2005 року закінчила життя самогубством, викинувшись з вікна восьмого поверху.